# Clérodendron
Clerodendrum
Genre
Les clérodendrons (Clerodendrum en Latin) sont un genre de plantes à fleurs de la famille des Lamiaceae. Il comprend environ 400 espèces d'arbres, d'arbustes ou de lianes originaires des régions tropicales d'Afrique et d'Asie.

## Taxonomie
Tandis que la classification classique place ce genre dans la famille des Verbénacées, les recherches phylogénétiques récentes ont conduit à le positionner dans la famille des Lamiacées.

## Étymologie
Du grec klêros, clergé, et dendron, arbre. Une espèce était utilisée autrefois à Ceylan par les prêtres cingalais dans leurs cérémonies.

## Liste des espèces, sous-espèces, variétés et formes
Selon GRIN (19 septembre 2017) :
- Clerodendrum amicorum Seem.
- Clerodendrum anafense Britton & P. Wilson
- Clerodendrum bracteatum Wall. ex Walp.
- Clerodendrum buchananii (Roxb.) Walp.
- Clerodendrum bungei Steud.
- Clerodendrum chinense (Osbeck) Mabb.
- Clerodendrum colebrookianum Walp.
- Clerodendrum commersonii (Poir.) Spreng.
- Clerodendrum coulteri (A. Gray) Govaerts
- Clerodendrum cumingianum Schauer
- Clerodendrum cyrtophyllum Turcz.
- Clerodendrum eriosiphon Schauer
- Clerodendrum indicum (L.) Kuntze
- Clerodendrum infortunatum L.
- Clerodendrum intermedium Cham.
- Clerodendrum japonicum (Thunb.) Sweet
- Clerodendrum macrostegium Schauer
- Clerodendrum minahassae Teijsm. & Binn.
- Clerodendrum paniculatum L.
- Clerodendrum penduliflorum Wall.
- Clerodendrum phlomidis L. f.
- Clerodendrum quadriloculare (Blanco) Merr.
- Clerodendrum speciosissimum Van Geert ex C. Morren
- Clerodendrum ×speciosum Dombrain
- Clerodendrum splendens G. Don
- Clerodendrum ternifolium Kunth
- Clerodendrum thomsoniae Balf.
- Clerodendrum tomentosum (Vent.) R. Br.
- Clerodendrum trichotomum Thunb.
- Clerodendrum villosum Blume
- Clerodendrum viscosum Vent.
- Clerodendrum wallichii Merr.

Selon World Checklist of Selected Plant Families (WCSP) (19 septembre 2017) :
- Clerodendrum abilioi R.Fern. (1998)
- Clerodendrum adenocalyx Dop (1935)
- Clerodendrum adenophysum Hallier f. (1918)
- Clerodendrum africanum Moldenke (1940)
- Clerodendrum albiflos H.J.Lam (1919)
- Clerodendrum alboviolaceum Moldenke (1950)
- Clerodendrum andamanense (Moldenke) A.Rajendran & P.Daniel (1996 publ. 2001)
- Clerodendrum anomalum Letouzey, Adansonia, n.s. (1974)
- Clerodendrum apayaoense Quisumb. (1930)
- Clerodendrum arenarium Baker (1882)
- Clerodendrum atlanticum Jongkind (2006)
- Clerodendrum aucubifolium Hemsl. (1894)
- Clerodendrum bakhuizenii Moldenke (1952)
- Clerodendrum barba-felis Hallier f. (1918)
- Clerodendrum baronianum Oliv. (1892)
- Clerodendrum baumii Gürke (1903)
- Clerodendrum bellum Moldenke (1951)
- Clerodendrum bingaense S.Moore (1919)
- Clerodendrum bipindense Gürke (1900)
- Clerodendrum boivinii Moldenke (1950)
- Clerodendrum bosseri Capuron, Adansonia, n.s. (1972)
- Clerodendrum brachyanthum Schauer (1847)
- Clerodendrum brachystemon C.Y.Wu & R.C.Fang (1977)
- Clerodendrum bracteatum Wall. ex Walp. (1845)
- Clerodendrum brassii Beer & H.J.Lam (1936)
- Clerodendrum breviflorum Ridl. (1895)
- Clerodendrum brooksii Ridl. (1925)
- Clerodendrum brunfelsiiflorum Hallier f. (1918)
- Clerodendrum brunnescens Moldenke (1951)
- Clerodendrum brunsvigioides Baker, J. Linn. Soc. (1885)
- Clerodendrum buchananii (Roxb.) Walp. (1845)
- Clerodendrum buchneri Gürke (1893)
- Clerodendrum buettneri Gürke (1893)
- Clerodendrum bungei Steud., Nomencl. Bot., ed. 2 (1840)
  - variété Clerodendrum bungei var. bungei
  - variété Clerodendrum bungei var. megacalyx C.Y.Wu ex S.L.Chen (1982)
- Clerodendrum calamitosum L. (1767)
- Clerodendrum canescens Wall. ex Walp. (1845)
- Clerodendrum capitatum (Willd.) Schumach. (1819)
- Clerodendrum carnosulum Baker (1900)
- Clerodendrum caryopteroides Moldenke (1953)
- Clerodendrum cauliflorum Vatke (1882)
- Clerodendrum cecil-fischeri A.Rajendran & P.Daniel (1991)
- Clerodendrum cephalanthum Oliv. (1887)
  - sous-espèce Clerodendrum cephalanthum subsp. cephalanthum
  - sous-espèce Clerodendrum cephalanthum subsp. impensum (B.Thomas) Verdc., Fl. Trop. E. Afr. (1992)
  - sous-espèce Clerodendrum cephalanthum subsp. mashariki Verdc., Fl. Trop. E. Afr. (1992)
  - sous-espèce Clerodendrum cephalanthum subsp. montanum (B.Thomas) Verdc., Fl. Trop. E. Afr. (1992)
  - sous-espèce Clerodendrum cephalanthum subsp. occidentale Jongkind (2006)
  - sous-espèce Clerodendrum cephalanthum subsp. swynnertonii (S.Moore) Verdc., Fl. Trop. E. Afr. (1992)
    - variété Clerodendrum cephalanthum var. torrei R.Fern. (1998)
- Clerodendrum ceramenae Moldenke (1952)
- Clerodendrum chamaeriphes Wernham (1916)
- Clerodendrum chartaceum Moldenke (1950)
- Clerodendrum chinense (Osbeck) Mabb., Plant-book (1989)
- Clerodendrum chlorisepalum Merr. ex Moldenke (1963)
- Clerodendrum citrinum Ridl. (1915)
- Clerodendrum cochinchinense Dop (1920)
- Clerodendrum colebrookeanum Walp. (1845)
- Clerodendrum comans Moldenke (1951)
- Clerodendrum condensatum Miq. (1858)
- Clerodendrum confine S.L.Chen & T.D.Zhuang (1982)
- Clerodendrum confusum Hallier f. (1918)
- Clerodendrum corbisieri De Wild. (1914)
- Clerodendrum cordatum D.Don (1825)
- Clerodendrum costatum R.Br. (1810)
- Clerodendrum cumingianum Schauer (1847)
- Clerodendrum curranii Elmer (1913)
- Clerodendrum curtisii N.E.Br. (1901)
- Clerodendrum cuspidatum Turcz. (1863)
- Clerodendrum cyrtophyllum Turcz. (1863)
  - variété Clerodendrum cyrtophyllum var. cyrtophyllum
  - variété Clerodendrum cyrtophyllum var. kwangsiense S.L.Chen & T.D.Zhuang (1982)
- Clerodendrum dauphinense Moldenke (1950)
- Clerodendrum decaryi Moldenke (1951)
- Clerodendrum deflexum Wall. (1831)
- Clerodendrum dembianense Chiov. (1911)
- Clerodendrum densiflorum Griff. (1854)
- Clerodendrum denticulatum Moldenke (1940)
- Clerodendrum dependens Aug.DC., Bull. Herb. Boissier, sér. 2 (1901)
- Clerodendrum dewittei Moldenke (1953)
- Clerodendrum dinklagei Gürke (1893)
- Clerodendrum disparifolium Blume (1826)
- Clerodendrum dusenii Gürke (1900)
- Clerodendrum ekmanii Moldenke (1940)
- Clerodendrum elbertii Hallier f. (1918)
- Clerodendrum elliotii Moldenke (1950)
- Clerodendrum elliptifolium Merr., Philipp. J. Sci. (1912)
- Clerodendrum emirnense Bojer ex Hook. (1829)
- Clerodendrum erectum De Wild. (1914)
- Clerodendrum ervatamioides C.Y.Wu (1977)
- Clerodendrum eucalycinum Oliv. (1892)
- Clerodendrum eupatorioides Baker (1900)
- Clerodendrum excavatum De Wild., Ann. Mus. Congo Belge, Bot., sér. 5 (1909)
- Clerodendrum farafanganense Moldenke (1951)
- Clerodendrum fasciculatum B.Thomas (1936)
- Clerodendrum fastigiatum (W.Hunter) H.J.Lam (1919)
- Clerodendrum filipes Moldenke (1951)
- Clerodendrum finetii Dop (1920)
- Clerodendrum fistulosum Becc. (1884)
- Clerodendrum flavum Merr. (1926)
- Clerodendrum floribundum R.Br. (1810)
  - variété Clerodendrum floribundum var. angustifolium Moldenke (1977)
  - variété Clerodendrum floribundum var. attenuatum (R.Br.) Moldenke (1978)
  - variété Clerodendrum floribundum var. coriaceum (R.Br.) Moldenke (1978)
  - variété Clerodendrum floribundum var. floribundum
  - variété Clerodendrum floribundum var. ovatum (R.Br.) Domin (1928)
- Clerodendrum formicarum Gürke (1893)
- Clerodendrum fortunatum L. (1756)
- Clerodendrum friesii K.Schum. (1905)
- Clerodendrum frutectorum S.Moore (1919)
- Clerodendrum fugitans Wernham (1916)
- Clerodendrum fuscum Gürke (1893)
- Clerodendrum galeatum Balf.f. (1883)
- Clerodendrum garrettianum Craib (1911)
- Clerodendrum gaudichaudii Dop (1920)
- Clerodendrum geoffrayi Dop (1920)
- Clerodendrum gibbosum Moldenke (1951)
- Clerodendrum globosum Moldenke (1951)
- Clerodendrum globuliflorum B.Thomas (1936)
- Clerodendrum godefroyi Kuntze (1891)
- Clerodendrum grayi Munir (1989)
- Clerodendrum grevei Moldenke (1951)
- Clerodendrum griffithianum C.B.Clarke (1885)
- Clerodendrum haematolasium Hallier f. (1918)
- Clerodendrum hahnianum Dop (1920)
- Clerodendrum hainanense Hand.-Mazz. (1931)
- Clerodendrum harmandianum Dop (1920)
- Clerodendrum hastatum (Roxb.) Lindl. (1830)
- Clerodendrum hendersonii Moldenke (1976)
- Clerodendrum henryi C.Pei (1932)
- Clerodendrum hettae Hallier f. (1918)
- Clerodendrum hexangulatum B.Thomas (1936)
- Clerodendrum hildebrandtii Vatke (1882)
  - variété Clerodendrum hildebrandtii var. hildebrandtii
  - variété Clerodendrum hildebrandtii var. puberula Verdc., Fl. Trop. E. Afr. (1992)
- Clerodendrum hircinum Schauer (1847)
- Clerodendrum hispidum M.R.Hend. (1933)
- Clerodendrum hiulcum Moldenke (1950)
- Clerodendrum horsfieldii Miq. (1858)
- Clerodendrum humbertii Moldenke (1950)
- Clerodendrum inaequipetiolatum R.D.Good (1930)
- Clerodendrum indicum (L.) Kuntze (1891)
- Clerodendrum infortunatum L. (1753)
- Clerodendrum ingratum K.Schum. & Lauterb. (1900)
- Clerodendrum insolitum Moldenke (1951)
- Clerodendrum intermedium Cham. (1832)
- Clerodendrum involucratum Vatke (1882)
- Clerodendrum japonicum (Thunb.) Sweet (1826)
  - variété Clerodendrum japonicum var. bethuneanum (H.Low) Wearn & Mabb. (2011)
  - variété Clerodendrum japonicum var. japonicum
- Clerodendrum johnstonii Oliv., Trans. Linn. Soc. London (1887)
  - sous-espèce Clerodendrum johnstonii subsp. johnstonii
  - sous-espèce Clerodendrum johnstonii subsp. marsabitense Verdc., Fl. Trop. E. Afr. (1992)
- Clerodendrum johorense Moldenke (1976)
- Clerodendrum kaichianum P.S.Hsu (1965)
- Clerodendrum kalaotoense H.J.Lam (1919)
- Clerodendrum kamhyoae Phillipson & L.Allorge (2016)
- Clerodendrum kampotense Dop (1920)
- Clerodendrum kanichi De Wild., Ann. Mus. Congo Belge, Bot., sér. 4 (1903)
- Clerodendrum katangensis De Wild., Ann. Mus. Congo Belge, Bot., sér. 4 (1903)
- Clerodendrum kauderni Moldenke (1951)
- Clerodendrum kiangsiense Merr. ex H.L.Li (1944)
- Clerodendrum kinabaluense Stapf, Trans. Linn. Soc. London (1894)
- Clerodendrum klemmei Elmer (1908)
- Clerodendrum kwangtungense Hand.-Mazz., Anz. Akad. Wiss. Wien (1922)
- Clerodendrum laciniatum Balf.f., J. Linn. Soc. (1877)
- Clerodendrum laevifolium Blume (1826)
- Clerodendrum lanceoliferum S.Moore (1925)
- Clerodendrum lanessanii Dop (1920)
- Clerodendrum lankawiense King & Gamble (1908)
- Clerodendrum lanuginosum Blume (1826)
- Clerodendrum lastellei Moldenke (1950)
- Clerodendrum laxiflorum Baker, J. Linn. Soc. (1883)
- Clerodendrum lecomtei Dop (1920)
- Clerodendrum leparense Moldenke (1952)
- Clerodendrum leprieuri Moldenke (1952)
- Clerodendrum leucobotrys Breteler, Adansonia, sér. 3 (2005)
- Clerodendrum leucophloeum Balf.f. (1883)
- Clerodendrum lindenianum A.Rich. (1850)
  - variété Clerodendrum lindenianum var. camagueyense (Britton & P.Wilson) Moldenke (1937)
  - variété Clerodendrum lindenianum var. lindenianum
- Clerodendrum lindleyi Decne. ex Planch. (1853)
- Clerodendrum lloydianum Craib (1914)
- Clerodendrum longiflorum Decne. (1834)
  - variété Clerodendrum longiflorum var. glabrum Munir (1989)
  - variété Clerodendrum longiflorum var. longiflorum
- Clerodendrum longilimbum C.Pei (1932)
- Clerodendrum longisepalum Dop (1920)
- Clerodendrum lutambense Verdc., Fl. Trop. E. Afr. (1992)
- Clerodendrum luteopunctatum C.Pei & S.L.Chen (1982)
- Clerodendrum luzoniense Merr. (1922)
- Clerodendrum mabesae Merr., Philipp. J. Sci. (1917)
- Clerodendrum macrocalycinum Baker, J. Linn. Soc. (1881)
- Clerodendrum macrocalyx H.J.Lam (1919)
- Clerodendrum macrostachyum Turcz. (1863)
- Clerodendrum macrostegium Schauer (1847)
- Clerodendrum madagascariense Moldenke (1950)
- Clerodendrum magnificum Warb. (1891)
- Clerodendrum magnoliifolium Baker (1882)
- Clerodendrum mananjariense Moldenke (1950)
- Clerodendrum mandarinorum Diels (1900)
- Clerodendrum mandrarense Moldenke (1950)
- Clerodendrum mannii Baker (1900)
- Clerodendrum manombense Moldenke (1950)
- Clerodendrum margaritense Moldenke (1940)
- Clerodendrum melanocrater Gürke (1893)
- Clerodendrum membranifolium H.J.Lam (1919)
- Clerodendrum micans Gürke (1893)
- Clerodendrum microcalyx Ridl. (1923)
- Clerodendrum mildbraedii B.Thomas (1936)
- Clerodendrum minahassae Teijsm. & Binn. (1863)
- Clerodendrum mindorense Merr., Philipp. J. Sci. (1912)
- Clerodendrum moramangense Moldenke (1950)
- Clerodendrum morigono Chiov. (1935)
- Clerodendrum multibracteatum Merr., Philipp. J. Sci. (1912)
- Clerodendrum myrianthum Mildbr. (1932)
- Clerodendrum myrmecophilum Ridl. (1895)
- Clerodendrum myrtifolium Moldenke (1950)
- Clerodendrum nhatrangense Dop (1935)
- Clerodendrum nicolsonii A.Rajendran & P.Daniel (1993)
- Clerodendrum nipense Urb. (1924)
- Clerodendrum nutans Wall. ex Jack (1820)
- Clerodendrum oblongifolium Kochummen (1978)
- Clerodendrum ohwii Kaneh. & Hatus. (1937)
- Clerodendrum palmatolobatum Dop (1935)
- Clerodendrum paniculatum L. (1767)
- Clerodendrum parvitubulatum B.Thomas (1936)
- Clerodendrum parvulum L.S.Sm. (1969)
- Clerodendrum paucidentatum Moldenke (1950)
- Clerodendrum pauciflorum Moldenke (1950)
- Clerodendrum peii Moldenke (1942)
- Clerodendrum peregrinum Moldenke (1950)
- Clerodendrum perrieri Moldenke (1950)
- Clerodendrum petasites (Lour.) S.Moore (1925)
- Clerodendrum petunioides Baker, J. Linn. Soc. (1883)
- Clerodendrum philippinense Elmer (1934)
- Clerodendrum phlomidis L.f. (1782)
- Clerodendrum phyllomega Steud., Nomencl. Bot., ed. 2 (1840)
- Clerodendrum pierreanum Dop (1920)
- Clerodendrum pleiosciadium Gürke (1893)
- Clerodendrum poggei Gürke (1893)
- Clerodendrum polyanthum Gürke (1900)
- Clerodendrum polycephalum Baker (1895)
- Clerodendrum porphyrocalyx K.Schum. & Lauterb. (1900)
- Clerodendrum praetervisa Guinea (1946)
- Clerodendrum premnoides Moldenke (1950)
- Clerodendrum preslii Elmer (1908)
- Clerodendrum puberulum Merr., Philipp. J. Sci. (1915)
- Clerodendrum pubiflorum (Bakh. ex Moldenke) Wearn (2011)
- Clerodendrum pubifolium Quisumb. & Merr. (1928)
- Clerodendrum pusillum Gürke (1901)
- Clerodendrum putre Schauer (1847)
- Clerodendrum pygmaeum Merr. (1929)
- Clerodendrum pynaertii De Wild., Ann. Mus. Congo Belge, Bot., sér. 5 (1909)
- Clerodendrum pyrifolium Baker, J. Linn. Soc. (1883)
- Clerodendrum quadriloculare (Blanco) Merr. (1905)
- Clerodendrum ramosissimum Baker, J. Linn. Soc. (1883)
- Clerodendrum revolutum Bosser, Bull. Mus. Natl. Hist. Nat., B (1987 publ. 1988)
- Clerodendrum ridleyi King & Gamble (1908)
- Clerodendrum riedelii Oliv., J. Linn. Soc. (1876)
- Clerodendrum ringoetii De Wild. (1914)
- Clerodendrum robecchii Chiov. (1917)
- Clerodendrum robustum Klotzsch (1861)
  - variété Clerodendrum robustum var. macrocalyx R.Fern. (1998)
  - variété Clerodendrum robustum var. mafiense Verdc., Fl. Trop. E. Afr. (1992)
  - variété Clerodendrum robustum var. robustum
- Clerodendrum roseiflorum Moldenke (1950)
- Clerodendrum rotundifolium Oliv. (1875)
- Clerodendrum rubellum Baker, J. Linn. Soc. (1883)
- Clerodendrum rumphianum de Vriese (1867)
- Clerodendrum rusbyi Moldenke (1940)
- Clerodendrum sahelangii Koord. ex Bakh., Bull. Jard. Bot. Buitenzorg, sér. 3 (1921)
- Clerodendrum sakaleonense Moldenke (1950)
- Clerodendrum sarawakanum H.J.Lam (1919)
- Clerodendrum sassandrense Jongkind (2002)
- Clerodendrum sayapense Wearn (2011)
- Clerodendrum schmidtii C.B.Clarke (1905)
- Clerodendrum schweinfurthii Gürke (1893)
- Clerodendrum scopiferum Miq. (1858)
- Clerodendrum sessilifolium Moldenke (1953)
- Clerodendrum silvanum Henriq. (1892)
  - forme Clerodendrum silvanum f. botryoides (Hiern) R.Fern. (1998)
  - variété Clerodendrum silvanum var. brevitubum R.Fern. (1998)
    - forme Clerodendrum silvanum f. caulanthum (Exell) R.Fern. (1998)

  - variété Clerodendrum silvanum var. silvanum
- Clerodendrum silvestre B.Thomas (1936)
- Clerodendrum singalense Miq., Fl. Ned. Ind. (1861)
- Clerodendrum singwanum B.Thomas (1936)
- Clerodendrum sinuatum Hook. (1846)
- Clerodendrum smitinandii Moldenke (1959)
- Clerodendrum speciosissimum Drapiez (1836)
- Clerodendrum splendens G.Don (1824)
- Clerodendrum subpeltatum Wernham (1916)
- Clerodendrum subreniforme Gürke (1900)
- Clerodendrum subtruncatum Moldenke (1950)
- Clerodendrum sumatranum Moldenke (1952)
- Clerodendrum sylvae Adain, Adansonia, n.s. (1974)
- Clerodendrum silvestre Moldenke (1950)
- Clerodendrum tanganyikense Baker (1895)
- Clerodendrum tatei (F.Muell.) Munir (1989)
- Clerodendrum ternatum Schinz (1890)
- Clerodendrum thomsoniae Balf.f. (1862)
- Clerodendrum thyrsoideum Gürke (1900)
- Clerodendrum tibetanum C.Y.Wu & S.K.Wu (1978)
- Clerodendrum tomentellum Hutch. & Dalziel (1931)
- Clerodendrum tomentosum (Vent.) R.Br. (1810)
  - variété Clerodendrum tomentosum var. lanceolatum (F.Muell.) Munir (1989)
  - variété Clerodendrum tomentosum var. mollissimum Benth. (1876)
  - variété Clerodendrum tomentosum var. tomentosum
- Clerodendrum tonkinense Dop (1920)
- Clerodendrum toxicarium Baker (1900)
- Clerodendrum tracyanum (F.Muell.) Benth. (1870)
- Clerodendrum trichanthum Bosser, Bull. Mus. Natl. Hist. Nat., B (1987 publ. 1988)
- Clerodendrum tricholobum Gürke (1893)
- Clerodendrum trichotomum Thunb. (1784)
- Clerodendrum triflorum Vis. (1840)
- Clerodendrum tubulosum Moldenke (1950)
- Clerodendrum umbellatum Poir. (1804)
- Clerodendrum umbratile King & Gamble (1908)
- Clerodendrum urticifolium (Roxb.) Wall. ex Voigt (1845)
- Clerodendrum utakwense Wernham, Trans. Linn. Soc. London (1916)
- Clerodendrum vanoverberghii Merr., Philipp. J. Sci. (1912)
- Clerodendrum villosicalyx Moldenke (1950)
- Clerodendrum villosum Blume (1826)
- Clerodendrum vinosum Moldenke (1950)
- Clerodendrum volubile P.Beauv. (1806)
- Clerodendrum wallii Moldenke (1949)
- Clerodendrum welwitschii Gürke (1893)
- Clerodendrum wenzelii Merr., Philipp. J. Sci. (1914)
- Clerodendrum williamsii Elmer (1910)
- Clerodendrum yunnanense Hu, Anz. Akad. Wiss. Wien (1924 publ. 1925)
  - variété Clerodendrum yunnanense var. linearilobum S.L.Chen & G.Y.Sheng (1982)
  - variété Clerodendrum yunnanense var. yunnanense

Selon The Plant List (19 septembre 2017) :
- Clerodendrum abilioi R.Fern.
- Clerodendrum adenocalyx Dop
- Clerodendrum adenophysum Hallier f.
- Clerodendrum africanum Moldenke
- Clerodendrum albiflos H.J.Lam
- Clerodendrum alboviolaceum Moldenke
- Clerodendrum anafense Britton & P.Wilson
- Clerodendrum andamanense (Moldenke) A.Rajendran & P.Daniel
- Clerodendrum anomalum Letouzey
- Clerodendrum apayaoense Quisumb.
- Clerodendrum arenarium Baker
- Clerodendrum atlanticum Jongkind
- Clerodendrum aucubifolium Hemsl.
- Clerodendrum bakhuizenii Moldenke
- Clerodendrum barba-felis Hallier f.
- Clerodendrum baronianum Oliv.
- Clerodendrum baumii Gürke
- Clerodendrum bellum Moldenke
- Clerodendrum bethuneanum H.Low
- Clerodendrum bingaense S.Moore
- Clerodendrum bipindense Gürke
- Clerodendrum boivinii Moldenke
- Clerodendrum bosseri Capuron
- Clerodendrum brachyanthum Schauer
- Clerodendrum brachystemon C.Y.Wu & R.C.Fang
- Clerodendrum bracteatum Wall. ex Walp.
- Clerodendrum brassii Beer & H.J.Lam
- Clerodendrum breviflorum Ridl.
- Clerodendrum brooksii Ridl.
- Clerodendrum brunfelsiiflorum Hallier f.
- Clerodendrum brunnescens Moldenke
- Clerodendrum brunsvigioides Baker
- Clerodendrum buchananii (Roxb.) Walp.
- Clerodendrum buchneri Gürke
- Clerodendrum buettneri Gürke
- Clerodendrum bungei Steud.
- Clerodendrum calamitosum L.
- Clerodendrum calcicola Britton
- Clerodendrum canescens Wall. ex Walp.
- Clerodendrum capitatum (Willd.) Schumach. & Thonn.
- Clerodendrum carnosulum Baker
- Clerodendrum caryopteroides Moldenke
- Clerodendrum cauliflorum Vatke
- Clerodendrum cecil-fischeri A.Rajendran & P.Daniel
- Clerodendrum cephalanthum Oliv.
- Clerodendrum ceramenae Moldenke
- Clerodendrum chamaeriphes Wernham
- Clerodendrum chartaceum Moldenke
- Clerodendrum chinense (Osbeck) Mabb.
- Clerodendrum chlorisepalum Merr. ex Moldenke
- Clerodendrum citrinum Ridl.
- Clerodendrum cochinchinense Dop
- Clerodendrum comans Moldenke
- Clerodendrum condensatum Miq.
- Clerodendrum confine S.L.Chen & T.D.Zhuang
- Clerodendrum confusum Hallier f.
- Clerodendrum corbisieri De Wild.
- Clerodendrum cordatum D.Don
- Clerodendrum costatum R.Br.
- Clerodendrum coulteri (A.Gray) Govaerts
- Clerodendrum cubense Schauer
- Clerodendrum cumingianum Schauer
- Clerodendrum curranii Elmer
- Clerodendrum curtisii N.E.Br.
- Clerodendrum cuspidatum Turcz.
- Clerodendrum cyrtophyllum Turcz.
- Clerodendrum dauphinense Moldenke
- Clerodendrum decaryi Moldenke
- Clerodendrum deflexum Wall.
- Clerodendrum dembianense Chiov.
- Clerodendrum densiflorum Griff.
- Clerodendrum denticulatum Moldenke
- Clerodendrum dependens Aug.DC.
- Clerodendrum dewittei Moldenke
- Clerodendrum dinklagei Gürke
- Clerodendrum disparifolium Blume
- Clerodendrum dusenii Gürke
- Clerodendrum ekmanii Moldenke
- Clerodendrum elbertii Hallier f.
- Clerodendrum elliotii Moldenke
- Clerodendrum elliptifolium Merr.
- Clerodendrum emirnense Bojer ex Hook.
- Clerodendrum erectum De Wild.
- Clerodendrum ervatamioides C.Y.Wu
- Clerodendrum eucalycinum Oliv.
- Clerodendrum eupatorioides Baker
- Clerodendrum excavatum De Wild.
- Clerodendrum farafanganense Moldenke
- Clerodendrum fasciculatum B.Thomas
- Clerodendrum fastigiatum (Hunter ex Ridl.) H.J.Lam
- Clerodendrum filipes Moldenke
- Clerodendrum finetii Dop
- Clerodendrum fistulosum Becc.
- Clerodendrum flavum Merr.
- Clerodendrum floribundum R.Br.
- Clerodendrum formicarum Gürke
- Clerodendrum fortunatum L.
- Clerodendrum friesii K.Schum.
- Clerodendrum frutectorum S.Moore
- Clerodendrum fugitans Wernham
- Clerodendrum fuscum Gürke
- Clerodendrum galeatum Balf.f.
- Clerodendrum garrettianum Craib
- Clerodendrum gaudichaudii Dop
- Clerodendrum geoffrayi Dop
- Clerodendrum gibbosum Moldenke
- Clerodendrum glandulosum Lindl.
- Clerodendrum globosum Moldenke
- Clerodendrum globuliflorum B.Thomas
- Clerodendrum godefroyi Kuntze
- Clerodendrum grandiflorum (Hook.) Schauer
- Clerodendrum grayi Munir
- Clerodendrum grevei Moldenke
- Clerodendrum griffithianum C.B.Clarke
- Clerodendrum haematolasium Hallier f.
- Clerodendrum hahnianum Dop
- Clerodendrum hainanense Hand.-Mazz.
- Clerodendrum harmandianum Dop
- Clerodendrum harnierianum Schweinf.
- Clerodendrum hastatum (Roxb.) Lindl.
- Clerodendrum hendersonii Moldenke
- Clerodendrum henryi C.Pei
- Clerodendrum hettae Hallier f.
- Clerodendrum hexangulatum B.Thomas
- Clerodendrum hildebrandtii Vatke
- Clerodendrum hircinum Schauer
- Clerodendrum hispidum M.R.Hend.
- Clerodendrum hiulcum Moldenke
- Clerodendrum horsfieldii Miq.
- Clerodendrum humbertii Moldenke
- Clerodendrum inaequipetiolatum R.D.Good
- Clerodendrum indicum (L.) Kuntze
- Clerodendrum infortunatum L.
- Clerodendrum ingratum K.Schum. & Lauterb.
- Clerodendrum insolitum Moldenke
- Clerodendrum intermedium Cham.
- Clerodendrum involucratum Vatke
- Clerodendrum japonicum (Thunb.) Sweet
- Clerodendrum johnstonii Oliv.
- Clerodendrum johorense Moldenke
- Clerodendrum kaichianum P.S.Hsu
- Clerodendrum kalaotoense H.J.Lam
- Clerodendrum kampotense Dop
- Clerodendrum kanichi De Wild.
- Clerodendrum katangensis De Wild.
- Clerodendrum kauderni Moldenke
- Clerodendrum kiangsiense Merr. ex H.L.Li
- Clerodendrum kinabaluense Stapf
- Clerodendrum klemmei Elmer
- Clerodendrum kwangtungense Hand.-Mazz.
- Clerodendrum laciniatum Balf.f.
- Clerodendrum laevifolium Blume
- Clerodendrum lanceoliferum S.Moore
- Clerodendrum lanessanii Dop
- Clerodendrum lankawiense King & Gamble
- Clerodendrum lanuginosum Blume
- Clerodendrum lastellei Moldenke
- Clerodendrum laxiflorum Baker
- Clerodendrum lecomtei Dop
- Clerodendrum leparense Moldenke
- Clerodendrum leprieuri Moldenke
- Clerodendrum leucobotrys Breteler
- Clerodendrum leucophloeum Balf.f.
- Clerodendrum lindemuthianum Vatke
- Clerodendrum lindenianum A.Rich.
- Clerodendrum lindleyi Decne. ex Planch.
- Clerodendrum lloydianum Craib
- Clerodendrum longiflorum Decne.
- Clerodendrum longilimbum C.Pei
- Clerodendrum longisepalum Dop
- Clerodendrum lutambense Verdc.
- Clerodendrum luteopunctatum C.Pei & S.L.Chen
- Clerodendrum luzoniense Merr.
- Clerodendrum mabesae Merr.
- Clerodendrum macrocalycinum Baker
- Clerodendrum macrocalyx H.J.Lam
- Clerodendrum macrostachyum Turcz.
- Clerodendrum macrostegium Schauer
- Clerodendrum madagascariense Moldenke
- Clerodendrum magnificum Warb.
- Clerodendrum magnoliifolium Baker
- Clerodendrum mananjariense Moldenke
- Clerodendrum mandarinorum Diels
- Clerodendrum mandrarense Moldenke
- Clerodendrum mannii Baker
- Clerodendrum manombense Moldenke
- Clerodendrum margaritense Moldenke
- Clerodendrum melanocrater Gürke
- Clerodendrum membranifolium H.J.Lam
- Clerodendrum micans Gürke
- Clerodendrum microcalyx Ridl.
- Clerodendrum mildbraedii B.Thomas
- Clerodendrum minahassae Teijsm. & Binn.
- Clerodendrum mindorense Merr.
- Clerodendrum mirabile Baker
- Clerodendrum moramangense Moldenke
- Clerodendrum morigono Chiov.
- Clerodendrum multibracteatum Merr.
- Clerodendrum myrianthum Mildbr.
- Clerodendrum myrmecophilum Ridl.
- Clerodendrum myrtifolium Moldenke
- Clerodendrum nhatrangense Dop
- Clerodendrum nicolsonii A.Rajendran & P.Daniel
- Clerodendrum nipense Urb.
- Clerodendrum nudiflorum Moldenke
- Clerodendrum nutans Wall. ex Jack
- Clerodendrum oblongifolium Kochummen
- Clerodendrum obovatum (Roxb.) Walp.
- Clerodendrum ohwii Kaneh. & Hatus.
- Clerodendrum palmatolobatum Dop
- Clerodendrum paniculatum L.
- Clerodendrum parvitubulatum B.Thomas
- Clerodendrum parvulum L.S.Sm.
- Clerodendrum paucidentatum Moldenke
- Clerodendrum pauciflorum Moldenke
- Clerodendrum peii Moldenke
- Clerodendrum peregrinum Moldenke
- Clerodendrum perrieri Moldenke
- Clerodendrum petasites (Lour.) S.Moore
- Clerodendrum petunioides Baker
- Clerodendrum philippinense Elmer
- Clerodendrum phlomidis L.f.
- Clerodendrum phyllomega Steud.
- Clerodendrum picardae Urb.
- Clerodendrum pierreanum Dop
- Clerodendrum pleiosciadium Gürke
- Clerodendrum poggei Gürke
- Clerodendrum polyanthum Gürke
- Clerodendrum polycephalum Baker
- Clerodendrum porphyrocalyx K.Schum. & Lauterb.
- Clerodendrum praetervisa Guinea
- Clerodendrum premnoides Moldenke
- Clerodendrum preslii Elmer
- Clerodendrum puberulum Merr.
- Clerodendrum pubifolium Quisumb. & Merr.
- Clerodendrum pusillum Gürke
- Clerodendrum putre Schauer
- Clerodendrum pygmaeum Merr.
- Clerodendrum pynaertii De Wild.
- Clerodendrum pyrifolium Baker
- Clerodendrum quadriloculare (Blanco) Merr.
- Clerodendrum ramosissimum Baker
- Clerodendrum revolutum Bosser
- Clerodendrum ridleyi King & Gamble
- Clerodendrum riedelii Oliv.
- Clerodendrum ringoetii De Wild.
- Clerodendrum robecchii Chiov.
- Clerodendrum robustum Klotzsch
- Clerodendrum roseiflorum Moldenke
- Clerodendrum rotundifolium Oliv.
- Clerodendrum rubellum Baker
- Clerodendrum rumphianum de Vriese
- Clerodendrum rusbyi Moldenke
- Clerodendrum sahelangii Koord. ex Bakh.
- Clerodendrum sakaleonense Moldenke
- Clerodendrum sarawakanum H.J.Lam
- Clerodendrum sassandrense Jongkind
- Clerodendrum schmidtii C.B.Clarke
- Clerodendrum schweinfurthii Gürke
- Clerodendrum scopiferum Miq.
- Clerodendrum sessilifolium Moldenke
- Clerodendrum silvanum Henriq.
- Clerodendrum silvestre B.Thomas
- Clerodendrum singalense Miq.
- Clerodendrum singwanum B.Thomas
- Clerodendrum sinuatum Hook.
- Clerodendrum smitinandii Moldenke
- Clerodendrum speciosissimum Drapiez
- Clerodendrum speciosum Dombrain
- Clerodendrum splendens G.Don
- Clerodendrum subpeltatum Wernham
- Clerodendrum subreniforme Gürke
- Clerodendrum subtruncatum Moldenke
- Clerodendrum sumatranum Moldenke
- Clerodendrum sylvae Adain
- Clerodendrum silvestre Moldenke
- Clerodendrum tanganyikense Baker
- Clerodendrum tatei (F.Muell.) Munir
- Clerodendrum ternatum Schinz
- Clerodendrum tessmannii Moldenke
- Clerodendrum thomsoniae Balf.f.
- Clerodendrum thyrsoideum Gürke
- Clerodendrum tibetanum C.Y.Wu & S.K.Wu
- Clerodendrum tomentellum Hutch. & Dalziel
- Clerodendrum tomentosum (Vent.) R.Br.
- Clerodendrum tonkinense Dop
- Clerodendrum toxicarium Baker
- Clerodendrum tracyanum (F.Muell.) Benth.
- Clerodendrum trichanthum Bosser
- Clerodendrum tricholobum Gürke
- Clerodendrum trichotomum Thunb.
- Clerodendrum triflorum Vis.
- Clerodendrum tuberculatum A.Rich.
- Clerodendrum tubulosum Moldenke
- Clerodendrum umbellatum Poir.
- Clerodendrum umbratile King & Gamble
- Clerodendrum urticifolium (Roxb.) Wall.
- Clerodendrum utakwense Wernham
- Clerodendrum vanoverberghii Merr.
- Clerodendrum villosicalyx Moldenke
- Clerodendrum villosum Blume
- Clerodendrum vinosum Moldenke
- Clerodendrum volubile P.Beauv.
- Clerodendrum wallii Moldenke
- Clerodendrum welwitschii Gürke
- Clerodendrum wenzelii Merr.
- Clerodendrum williamsii Elmer
- Clerodendrum yunnanense Hu

Selon Tropicos (19 septembre 2017) (Attention liste brute contenant possiblement des synonymes) :
- Clerodendrum abilioi R. Fern.
- Clerodendrum acerbianum (Vis.) Benth.
- Clerodendrum aculeatum (L.) Schltdl.
- Clerodendrum acuminatum Wall.
- Clerodendrum adenocalyx Dop
- Clerodendrum adenophysum Hallier f.
- Clerodendrum affine Griff.
- Clerodendrum africanum Moldenke
- Clerodendrum aggregatum Gürke
- Clerodendrum alatum Gürke
- Clerodendrum albiflos H.J. Lam
- Clerodendrum alboviolaceum Moldenke
- Clerodendrum amicorum Seem.
- Clerodendrum amplifolius S. Moore
- Clerodendrum amplius Hance
- Clerodendrum anafense Britton & P. Wilson
- Clerodendrum andamanense (Moldenke) A. Rajendran & P. Daniel
- Clerodendrum angolense Gürke
- Clerodendrum angustifolium Salisb.
- Clerodendrum anomalum Letouzey
- Clerodendrum apayaoense Quisumb.
- Clerodendrum arenarium Baker
- Clerodendrum arthurgordonii Horne ex Baker
- Clerodendrum assurgens K. Schum.
- Clerodendrum atlanticum Jongkind
- Clerodendrum attenuatum De Wild.
- Clerodendrum aucubifolium Baker
- Clerodendrum aurantiacum Baker
- Clerodendrum aurantium G. Don
- Clerodendrum bakeri Gürke
- Clerodendrum bakhuizenii Moldenke
- Clerodendrum balfourianum Massart & al.
- Clerodendrum balfourii Dombrain
- Clerodendrum barbafelis Hallier f.
- Clerodendrum baronianum Oliv.
- Clerodendrum barteri Baker
- Clerodendrum baumii Gürke
- Clerodendrum bellum Moldenke
- Clerodendrum bequaertii De Wild.
- Clerodendrum bernieri Briq.
- Clerodendrum bethuneanum H. Low
- Clerodendrum bingaense S. Moore
- Clerodendrum bipindense Gürke
- Clerodendrum blancoanum Fern.-Vill.
- Clerodendrum blancoi Náves ex Fern.-Vill.
- Clerodendrum blumeanum Schau
- Clerodendrum bodinieri H. Lév.
- Clerodendrum boivinii Moldenke
- Clerodendrum bolivianum Britton ex Rusby
- Clerodendrum bosseri Capuron
- Clerodendrum botryoides Baker
- Clerodendrum brachyanthum Schauer
- Clerodendrum brachypus Urb.
- Clerodendrum brachystemon C.Y. Wu & R.C. Fang
- Clerodendrum bracteatum Wall. ex Walp.
- Clerodendrum bracteosum Kostel.
- Clerodendrum brassii Beer & H.J. Lam
- Clerodendrum brazzavillense A. Chev.
- Clerodendrum breviflorum Ridl.
- Clerodendrum brookeanum W.W. Sm.
- Clerodendrum brooksii Ridl.
- Clerodendrum brunfelsiiflorum Hallier f.
- Clerodendrum brunnescens Moldenke
- Clerodendrum brunsvigioides Baker
- Clerodendrum buchananii (Roxb.) Walp.
- Clerodendrum buchholzii Gürke
- Clerodendrum buchneri Gürke
- Clerodendrum buettneri Gürke
- Clerodendrum bukobense Gürke
- Clerodendrum bungei Steud.
- Clerodendrum buruanum Miq.
- Clerodendrum buxifolium Spreng.
- Clerodendrum cabrae De Wild.
- Clerodendrum caeruleum N.E. Br.
- Clerodendrum caesium Gürke
- Clerodendrum calamistratum hort. ex Lem.
- Clerodendrum calamitosum L.
- Clerodendrum calcicola Britton
- Clerodendrum calmitosum L.
- Clerodendrum calundense R. Fern.
- Clerodendrum calycinum Turcz.
- Clerodendrum camagueyense Britton & P. Wilson
- Clerodendrum canescens Wall. ex Walp.
- Clerodendrum capense D. Don ex Steud.
- Clerodendrum capitatum (Willd.) Schumach. & Thonn.
- Clerodendrum capsulare Blanco
- Clerodendrum cardiophyllum F. Muell.
- Clerodendrum carnosulum Baker
- Clerodendrum caryopteroides Moldenke
- Clerodendrum castaneifolium Hook. & Arn.
- Clerodendrum catalpifolium Hallier f.
- Clerodendrum caulambum Exell
- Clerodendrum caulanthum Exell
- Clerodendrum cauliflorum Vatke
- Clerodendrum cavaleriei H. Lév.
- Clerodendrum cavum De Wild.
- Clerodendrum cecil-fischeri A. Rajendran & P. Daniel
- Clerodendrum cephalanthum Oliv.
- Clerodendrum ceramense Moldenke
- Clerodendrum cernuum Wall. ex Steud.
- Clerodendrum chamaeriphes Wernham
- Clerodendrum chartaceum Moldenke
- Clerodendrum chevalieri Moldenke
- Clerodendrum chinense (Osbeck) Mabb.
- Clerodendrum chlorisepalum Merr. ex Moldenke
- Clerodendrum citrinum Ridl.
- Clerodendrum coccineum D. Dietr.
- Clerodendrum cochinchinense Dop
- Clerodendrum colebrookianum Walp.
- Clerodendrum comans Moldenke
- Clerodendrum commersonii Spreng.
- Clerodendrum commiphoroides Verdc.
- Clerodendrum condensatum Miq.
- Clerodendrum confine S.L. Chen & T.D. Zhuang
- Clerodendrum confusum Hallier f.
- Clerodendrum congense Engl.
- Clerodendrum congestum Gürke
- Clerodendrum conglobatum Baker
- Clerodendrum consors S. Moore
- Clerodendrum corbisieri De Wild.
- Clerodendrum cordatum D. Don
- Clerodendrum cordifolium (Hochst.) A. Rich.
- Clerodendrum coriaceum R. Br.
- Clerodendrum coromandelianum Spreng.
- Clerodendrum costaricense Standl.
- Clerodendrum costatum R. Br.
- Clerodendrum costulatum K. Schum.
- Clerodendrum coulteri (A. Gray) Govaerts
- Clerodendrum cruentum Lindl.
- Clerodendrum cubensis Schau
- Clerodendrum culinare Sessé & Moc.
- Clerodendrum cumingianum Schau
- Clerodendrum cuneatum Turcz.
- Clerodendrum cuneifolium Baker
- Clerodendrum cuneiforme Moldenke
- Clerodendrum cunninghamii Benth.
- Clerodendrum curranii Elmer
- Clerodendrum curtisii N.E. Br.
- Clerodendrum cuspidatum Turcz.
- Clerodendrum cyaneum R. Fern.
- Clerodendrum cyrtophyllum Turcz.
- Clerodendrum dalei Moldenke
- Clerodendrum darrisii H. Lév.
- Clerodendrum dauphinense Moldenke
- Clerodendrum decaryi Moldenke
- Clerodendrum deflexum Wall.
- Clerodendrum dekindtii Gürke
- Clerodendrum dembianense Chiov.
- Clerodendrum densiflorum Griff.
- Clerodendrum dentatum (Roxb.) Steud.
- Clerodendrum denticulatum Moldenke
- Clerodendrum depauperatum Wall. ex Steud.
- Clerodendrum dependens Aug. DC.
- Clerodendrum dewittei Moldenke
- Clerodendrum diepenhorstii Miq.
- Clerodendrum dinklagei Gürke
- Clerodendrum discolor (Klotzsch) Vatke
- Clerodendrum disparifolium Blume
- Clerodendrum divaricatum Jack
- Clerodendrum diversifolium Vahl
- Clerodendrum dubium De Wild.
- Clerodendrum duckei Moldenke
- Clerodendrum dumale Baker
- Clerodendrum dusenii Gürke
- Clerodendrum eburneum Chiov.
- Clerodendrum eketense Wernham
- Clerodendrum ekmanii Moldenke
- Clerodendrum elachistanthum Merr. ex H.L. Li
- Clerodendrum elbertii Hallier f.
- Clerodendrum elegans Manetti ex Lem.
- Clerodendrum elliotii Moldenke
- Clerodendrum ellipticum Zipp. ex Span.
- Clerodendrum elliptifolium Merr.
- Clerodendrum elmeri Merr.
- Clerodendrum emarginatum Briq.
- Clerodendrum emirnense Bojer ex Hook.
- Clerodendrum epiphyticum Standl.
- Clerodendrum erectum De Wild.
- Clerodendrum eriophylloides Moldenke
- Clerodendrum eriophyllum Gürke
- Clerodendrum eriosiphon Schau
- Clerodendrum ervatamioides C.Y. Wu
- Clerodendrum esquirolii H. Lév.
- Clerodendrum eucalycinum Oliv.
- Clerodendrum eupatorioides Baker
- Clerodendrum euryphyllum B. Thomas
- Clerodendrum excavatum De Wild.
- Clerodendrum fallax Lindl.
- Clerodendrum farafanganense Moldenke
- Clerodendrum fargesii Dode
- Clerodendrum farinosum (Roxb.) Wall. ex Steud.
- Clerodendrum fasciculatum B. Thomas
- Clerodendrum fastigiatum H.J. Lam
- Clerodendrum faulkneri Moldenke
- Clerodendrum ferrugineum Turcz.
- Clerodendrum filipes Moldenke
- Clerodendrum finetii Dop
- Clerodendrum fischeri Gürke
- Clerodendrum fistulosum Becc.
- Clerodendrum flavum Merr.
- Clerodendrum fleuryi A. Chev.
- Clerodendrum floribundum R. Br.
- Clerodendrum foetidum D. Don
- Clerodendrum formicarum Gürke
- Clerodendrum formosanum Maxim.
- Clerodendrum fortunatum L.
- Clerodendrum fortunei Hemsl.
- Clerodendrum francavilleanum Buchinger ex B. Thomas
- Clerodendrum friesii K. Schum.
- Clerodendrum frutectorum S. Moore
- Clerodendrum fugitans Wernham
- Clerodendrum fuscum Gürke
- Clerodendrum galeatum Balf. f.
- Clerodendrum garrettianum Craib
- Clerodendrum gaudichaudii Dop
- Clerodendrum geoffrayi Dop
- Clerodendrum gibbosum Moldenke
- Clerodendrum giganteum (Moldenke) Phillipson & Callm.
- Clerodendrum giletii A. de Wilde & Dyer
- Clerodendrum glaberrimum Hayata
- Clerodendrum glabratum Gürke
- Clerodendrum glabrum E. Mey.
- Clerodendrum glaucum Wall. ex Steud.
- Clerodendrum globosum Moldenke
- Clerodendrum globuliflorum B. Thomas
- Clerodendrum godefroyii Kuntze
- Clerodendrum goossensii De Wild.
- Clerodendrum gordonii Baker
- Clerodendrum gossweileri Exell
- Clerodendrum grandicalyx E.A. Bruce
- Clerodendrum grandiflorum Schau
- Clerodendrum grandifolium Salisb.
- Clerodendrum gratum Wall.
- Clerodendrum grayi Munir
- Clerodendrum grevei Moldenke
- Clerodendrum greyi Baker
- Clerodendrum griffithianum C.B. Clarke
- Clerodendrum guerkei Baker
- Clerodendrum haematocalyx Hance
- Clerodendrum haematolasium Hallier f.
- Clerodendrum hahnianum Dop
- Clerodendrum hainanense Hand.-Mazz.
- Clerodendrum harmandianum Dop
- Clerodendrum harnierianum Schweinf.
- Clerodendrum hastatooblongum C.B. Clarke
- Clerodendrum hastatum Lindl.
- Clerodendrum hemiderma F. Mull. ex Benth.
- Clerodendrum hendersonii Moldenke
- Clerodendrum henryi C. P'ei
- Clerodendrum herbaceum Wall.
- Clerodendrum heterophyllum (Vent.) R. Br.
- Clerodendrum hettae Hallier f.
- Clerodendrum hexagonum De Wild.
- Clerodendrum hexangulatum B. Thomas
- Clerodendrum hildebrandtii Vatke
- Clerodendrum hircinum Schauer
- Clerodendrum hirsutum G. Don
- Clerodendrum hispidum M.R. Hend.
- Clerodendrum hiulcum Moldenke
- Clerodendrum hockii De Wild.
- Clerodendrum holstii Gürke ex Baker
- Clerodendrum holtzei F. Mull.
- Clerodendrum horsfieldii Miq.
- Clerodendrum huegelii hort. ex Regel
- Clerodendrum humbertii Moldenke
- Clerodendrum humile Chiov.
- Clerodendrum hysteranthum Baker
- Clerodendrum illustre N.E. Br.
- Clerodendrum impensum B. Thomas
- Clerodendrum imperialis Carr
- Clerodendrum inaequipetiolatum Good
- Clerodendrum incisum Klotzsch
- Clerodendrum indicum (L.) Kuntze
- Clerodendrum inerme (L.) Gaertn.
- Clerodendrum infortunatum L.
- Clerodendrum ingratum K. Schum. & Lauterb.
- Clerodendrum insolitum Moldenke
- Clerodendrum intermedium B. Thomas
- Clerodendrum involucratum Vatke
- Clerodendrum ixoraeflorum Hazsl.
- Clerodendrum izuinsulare Kenji Inoue, M. Haseg. & Shiro Kobay.
- Clerodendrum jackianum Wall.
- Clerodendrum japonicum (Thunb.) Sweet
- Clerodendrum javanicum Spreng.
- Clerodendrum johnstonii Oliv.
- Clerodendrum johorense Moldenke
- Clerodendrum kaempferi (Jacq.) Siebold
- Clerodendrum kaichianum P.S. Hsu
- Clerodendrum kalaotoense H.J. Lam
- Clerodendrum kalbreyeri Baker
- Clerodendrum kamhyoae Phillipson & L. Allorge
- Clerodendrum kampotense Dop
- Clerodendrum kanichi De Wild.
- Clerodendrum katangensis De Wild.
- Clerodendrum kauderni Moldenke
- Clerodendrum kentrocaule Baker
- Clerodendrum kiangsiense Merr. ex H.L. Li
- Clerodendrum kibhwesense Moldenke
- Clerodendrum kinabaluense Stapf
- Clerodendrum kirkii Baker
- Clerodendrum kissakense Gürke
- Clerodendrum klemmei Elmer
- Clerodendrum koshunense Hayata
- Clerodendrum kwangtungense Hand.-Mazz.
- Clerodendrum laciniatum Balf. f.
- Clerodendrum laevifolium Blume
- Clerodendrum lanceolatum F. Muell.
- Clerodendrum lanceoliferum S. Moore
- Clerodendrum lanessanii Dop
- Clerodendrum lankawiense King & Gamble
- Clerodendrum lanuginosum Blume
- Clerodendrum lasiocephalum C.B. Clarke
- Clerodendrum lastellei Moldenke
- Clerodendrum laxicymosum De Wild.
- Clerodendrum laxiflorum Baker
- Clerodendrum leandrii Moldenke
- Clerodendrum lecomtei Dop
- Clerodendrum lehuntei Horne ex Baker
- Clerodendrum lelyi Hutch.
- Clerodendrum leparense Moldenke
- Clerodendrum leprieuri Moldenke
- Clerodendrum leucobotrys Breteler
- Clerodendrum leucophloeum Balf. f.
- Clerodendrum leucosceptrum D. Don
- Clerodendrum leveillei Fedde ex Lév.
- Clerodendrum ligustrinum (Jacq.) R. Br.
- Clerodendrum lindawianum Lauterb.
- Clerodendrum lindemuthianum Vatke
- Clerodendrum lindenianum E. Eich
- Clerodendrum lindiense Moldenke
- Clerodendrum lindleyi Decne. ex Planch.
- Clerodendrum linifolia (Ewart & B. Rees) de Kok
- Clerodendrum linnaei F. Muell.
- Clerodendrum lividum Lindl.
- Clerodendrum lloydianum Craib
- Clerodendrum lobbii C.B. Clarke
- Clerodendrum longicolle G. Mey.
- Clerodendrum longiflorum Decne.
- Clerodendrum longilimbum C. P'ei
- Clerodendrum longipetiolatum C. P'ei
- Clerodendrum longisepalum Dop
- Clerodendrum longitubum De Wild. & T. Durand
- Clerodendrum loniceroides Moldenke
- Clerodendrum louwalbertsii P.P.J. Herman
- Clerodendrum luembense De Wild.
- Clerodendrum lujaei De Wild. & T. Durand
- Clerodendrum lupakense S. Moore
- Clerodendrum lutambense Verdc.
- Clerodendrum luteopunctatum C. P'ei & S.L. Chen
- Clerodendrum luzoniense Merr.
- Clerodendrum mabesae Merr.
- Clerodendrum macradenium Miq.
- Clerodendrum macrocalycinum Baker
- Clerodendrum macrocalyx De Wild.
- Clerodendrum macrophyllum Blume
- Clerodendrum macrosiphon Hook. f.
- Clerodendrum macrostachyum Baker
- Clerodendrum macrostegium Schauer
- Clerodendrum madaeera Voigt
- Clerodendrum madagascariense Moldenke
- Clerodendrum magnificum Warb.
- Clerodendrum magnoliifolium Baker
- Clerodendrum makanjanum H.J.P. Winkl.
- Clerodendrum mananjariense Moldenke
- Clerodendrum mandarinorum Diels
- Clerodendrum mandrarense Moldenke
- Clerodendrum manettii Vis.
- Clerodendrum mannii Baker
- Clerodendrum manombense Moldenke
- Clerodendrum margaritense Moldenke
- Clerodendrum mauritanicum Schum. ex Moldenke
- Clerodendrum medium R. Br.
- Clerodendrum megasepalum Baker
- Clerodendrum melanocrater Gürke
- Clerodendrum melanophyllum (S. Moore) S. Moore
- Clerodendrum membranifolium H.J. Lam
- Clerodendrum mendesii R. Fern.
- Clerodendrum mexicanum Brandegee
- Clerodendrum meyeri-johannis Mildbr.
- Clerodendrum micans Gürke
- Clerodendrum micranthum Gilli
- Clerodendrum microcalyx Ridl.
- Clerodendrum microphyllum B. Thomas
- Clerodendrum mildbraedii B. Thomas
- Clerodendrum milne-redheadi Moldenke
- Clerodendrum mimicum Standl. & Steyerm.
- Clerodendrum minahassae Teijsm. & Binn.
- Clerodendrum mindorense Merr.
- Clerodendrum minimum Standl. & Steyerm.
- Clerodendrum minutiflorum Baker
- Clerodendrum mirabile Baker
- Clerodendrum mite Vatke
- Clerodendrum moldenkeanum Standl.
- Clerodendrum molle Kunth
- Clerodendrum montanum B. Thomas
- Clerodendrum moramangense Moldenke
- Clerodendrum morigono Chiov.
- Clerodendrum mossambicense Klotzsch
- Clerodendrum moupinense Franch.
- Clerodendrum muenzneri B. Thomas
- Clerodendrum multibracteatum Merr.
- Clerodendrum multiflorum G. Don
- Clerodendrum murigono Chiov.
- Clerodendrum myrianthum Mildbr.
- Clerodendrum myricoides (Hochst.) R. Br. ex Vatke
- Clerodendrum myrmecophila Ridl.
- Clerodendrum myrtifolium Moldenke
- Clerodendrum natalense Gürke
- Clerodendrum navesianum Vidal
- Clerodendrum neriifolium (Roxb.) King & Gamble ex Schau
- Clerodendrum neumayeri Vatke
- Clerodendrum nhatrangense Dop
- Clerodendrum nicolsonii A. Rajendran & P. Daniel
- Clerodendrum nipense Urb.
- Clerodendrum noiroti A. Chev.
- Clerodendrum novae-pommeraniae (Warb.) Warb.
- Clerodendrum nudiflorum Moldenke
- Clerodendrum nutans Wall. ex Jack
- Clerodendrum nuxioides (S. Moore) B. Thomas
- Clerodendrum nyctaginifolium Good
- Clerodendrum obanense Wernham
- Clerodendrum oblongifolium Kochummen
- Clerodendrum obovatum Walp.
- Clerodendrum obtusidens Miq.
- Clerodendrum odoratum D. Don
- Clerodendrum ohwii Kaneh. & Hatus.
- Clerodendrum orbiculare Baker
- Clerodendrum oreadum S. Moore
- Clerodendrum ornatum Wall.
- Clerodendrum ovale Klotzsch
- Clerodendrum ovalifolium A. Gray
- Clerodendrum ovatum Poir.
- Clerodendrum oxysepalum Miq.
- Clerodendrum palmatolobatum Dop
- Clerodendrum paniculatum L.
- Clerodendrum panigrahianum A. Rajendran & P. Daniel
- Clerodendrum papuanum Scheff.
- Clerodendrum parvitubulatum B. Thomas
- Clerodendrum parvulum L.S. Sm.
- Clerodendrum paucidentatum Moldenke
- Clerodendrum pauciflorum Moldenke
- Clerodendrum pearsonii Moldenke
- Clerodendrum peekelii Markgr.
- Clerodendrum peii Moldenke
- Clerodendrum penduliflorum Wall.
- Clerodendrum pentagonum Hance
- Clerodendrum peregrinum Moldenke
- Clerodendrum perrieri Moldenke
- Clerodendrum petasites (Lour.) A. Meeuse
- Clerodendrum petunioides Baker
- Clerodendrum philippinense Elmer
- Clerodendrum philippinum Schauer
- Clerodendrum phlebodes C.H. Wright
- Clerodendrum phlomoides L.
- Clerodendrum phlomoidis L. f.
- Clerodendrum phyllomega Steud.
- Clerodendrum picardae Urb.
- Clerodendrum pierreanum Dop
- Clerodendrum pilosum H. Pearson
- Clerodendrum pithecobius Standl. & Steyerm.
- Clerodendrum pittieri Moldenke
- Clerodendrum pleiosciadium Gürke
- Clerodendrum poggei Gürke
- Clerodendrum polyanthum Gürke
- Clerodendrum polycephalum Baker
- Clerodendrum populneum Beer & H.J. Lam
- Clerodendrum porphyrocalyx K. Schum. & Lauterb.
- Clerodendrum powellii Benth. & Hook. ex Drake
- Clerodendrum praetervisa Guinea
- Clerodendrum premnoides A. Meeuse
- Clerodendrum preslii Elmer
- Clerodendrum preussii Gürke
- Clerodendrum prittwitzii B. Thomas
- Clerodendrum puberulum Merr.
- Clerodendrum pubescens Lindl.
- Clerodendrum pubifolium Quisumb. & Merr.
- Clerodendrum pulchrum Fawc.
- Clerodendrum pumilum (Lour.) Spreng.
- Clerodendrum pusillum Gürke
- Clerodendrum putre Schau
- Clerodendrum pygmaeum Merr.
- Clerodendrum pynaertii De Wild.
- Clerodendrum pyramidale Andrews
- Clerodendrum pyrifolium Baker
- Clerodendrum quadrangulatum B. Thomas
- Clerodendrum quadriloculare (Blanco) Merr.
- Clerodendrum ramosissimum Baker
- Clerodendrum reflexum H. Pearson
- Clerodendrum rehmannii Gürke
- Clerodendrum revolutum Bosser
- Clerodendrum rhytidophyllum K. Schum.
- Clerodendrum ridleyi King & Gamble
- Clerodendrum riedelii Oliv.
- Clerodendrum ringoetii De Wild.
- Clerodendrum robecchii Chiov.
- Clerodendrum robinsonii Dop
- Clerodendrum robustum Klotzsch
- Clerodendrum roseiflorum Moldenke
- Clerodendrum roseum Poit.
- Clerodendrum rotundifolium Oliv.
- Clerodendrum rubellum Baker
- Clerodendrum rumphianum W. Bull
- Clerodendrum rupicola Verdc.
- Clerodendrum rusbyi Moldenke
- Clerodendrum sagittatum Wall.
- Clerodendrum sagraei Schauer
- Clerodendrum sahelangii Koord. ex Bakh.
- Clerodendrum sakaleonense Moldenke
- Clerodendrum sanguineum K. Schum.
- Clerodendrum sansibarense Gürke
- Clerodendrum sarawakanum H.J. Lam
- Clerodendrum sassandrense Jongkind
- Clerodendrum savanorum De Wild.
- Clerodendrum scandens Druce
- Clerodendrum scheffleri Gürke
- Clerodendrum schlechteri Gürke
- Clerodendrum schliebenii Mildbr.
- Clerodendrum schmidtii C.B. Clarke
- Clerodendrum schultzei Mildbr.
- Clerodendrum schweinfurthii Gürke
- Clerodendrum scopiferum Miq.
- Clerodendrum semiserratum Wall.
- Clerodendrum seretii De Wild.
- Clerodendrum sericeum Wall.
- Clerodendrum serotinum Carrière
- Clerodendrum serratum (L.) Moon
- Clerodendrum sessilifolium Moldenke
- Clerodendrum sieboldii Kuntze
- Clerodendrum silvanum Henriq.
- Clerodendrum silvestre B. Thomas
- Clerodendrum silvicola Gürke
- Clerodendrum simile H. Pearson
- Clerodendrum simplex G. Don
- Clerodendrum singalense Miq.
- Clerodendrum singwanum B. Thomas
- Clerodendrum sinuatum Hook.
- Clerodendrum siphonanthus R. Br.
- Clerodendrum smitinandii Moldenke
- Clerodendrum somalense Chiov.
- Clerodendrum speciosissimum C. Morren
- Clerodendrum speciosum Drapiez
- Clerodendrum spectabile Moldenke
- Clerodendrum spicatum Thunb.
- Clerodendrum spinescens (Oliv.) Gürke
- Clerodendrum spinosum Spreng.
- Clerodendrum splendens G. Don
- Clerodendrum splendidum Wall.
- Clerodendrum squamatum Vahl
- Clerodendrum squiresii Merr.
- Clerodendrum standleyi Moldenke
- Clerodendrum stenanthum Klotzsch
- Clerodendrum streptocaulon Hutch. & Dalziel
- Clerodendrum strictum Baker
- Clerodendrum stuhlmannii Gürke
- Clerodendrum subpandurifolium Kuntze
- Clerodendrum subpeltatum Wernham
- Clerodendrum subreniforme Gürke
- Clerodendrum subscaposum Hemsl.
- Clerodendrum subtruncatum Moldenke
- Clerodendrum suffruticosum Gürke
- Clerodendrum sumatranum Moldenke
- Clerodendrum swynnertonii S. Moore
- Clerodendrum sylvae J.-G. Adam
- Clerodendrum sylvaticum Briq.
- Clerodendrum silvestre Moldenke
- Clerodendrum syringiifolium Baker
- Clerodendrum taborense Verdc.
- Clerodendrum talbotii Wernham
- Clerodendrum tanganyikense Baker
- Clerodendrum tanneri Verdc.
- Clerodendrum tatei (F. Muell.) Munir
- Clerodendrum tatomense Dop
- Clerodendrum teaguei Hutch.
- Clerodendrum ternatum Schinz
- Clerodendrum ternifolium Kunth
- Clerodendrum tessmannii Moldenke
- Clerodendrum thomasii Moldenke
- Clerodendrum thomsoniae Balf.
- Clerodendrum thonneri Gürke
- Clerodendrum thouarsii Phillipson & Callm.
- Clerodendrum thyrsoideum Baker
- Clerodendrum tibetanum C.Y. Wu & S.K. Wu
- Clerodendrum tomentellum Hutch. & Dalziel
- Clerodendrum tomentosum R. Br.
- Clerodendrum tonkinense Dop
- Clerodendrum toxicarium Baker
- Clerodendrum tracyanum (F. Muell.) Benth.
- Clerodendrum transvaalense B. Thomas
- Clerodendrum trichanthum Bosser
- Clerodendrum tricholobum Gürke
- Clerodendrum trichotomum Thunb.
- Clerodendrum trichotonum Wall.
- Clerodendrum triflorum Vis.
- Clerodendrum trifoliatum Steud.
- Clerodendrum triphyllum (Harv.) H. Pearson
- Clerodendrum triplinerve Rolfe
- Clerodendrum tsaii H.L. Li
- Clerodendrum tuberculatum A. Rich.
- Clerodendrum tubulosum Moldenke
- Clerodendrum ugandense Prain
- Clerodendrum ulei Hayek
- Clerodendrum ulugurense Gürke
- Clerodendrum umbellatum Poir.
- Clerodendrum umbratile King & Gamble
- Clerodendrum uncinatum Schinz
- Clerodendrum urticifolium (Roxb.) Wall. ex Voigt
- Clerodendrum utakwense Wernham
- Clerodendrum validipes S. Moore
- Clerodendrum vanoverberghii Merr.
- Clerodendrum vanprukii Craib
- Clerodendrum varifolium De Wild.
- Clerodendrum varium B. Thomas
- Clerodendrum velutinum B. Thomas
- Clerodendrum venosum Wall.
- Clerodendrum verdcourtii R. Fern.
- Clerodendrum verrucosum Splitg. ex de Vriese
- Clerodendrum versteegii Pulle
- Clerodendrum verticillatum D. Don
- Clerodendrum vestitum Wall. ex Steud.
- Clerodendrum villosicalyx Moldenke
- Clerodendrum villosulum De Wild.
- Clerodendrum villosum Blume
- Clerodendrum vinosum Moldenke
- Clerodendrum violaceum Gürke
- Clerodendrum viscosum Vent.
- Clerodendrum volubile P. Beauv.
- Clerodendrum wallichii Merr.
- Clerodendrum wallii Moldenke
- Clerodendrum weinlandii K. Schum. ex H.J. Lam
- Clerodendrum welwitschii Gürke
- Clerodendrum wenzelii Merr.
- Clerodendrum whitfieldii Seem.
- Clerodendrum wildemanianum Exell
- Clerodendrum wildii Moldenke
- Clerodendrum williamsii Elmer
- Clerodendrum wilmsii Gürke
- Clerodendrum yakusimense Nakai
- Clerodendrum yatschuense H. Winkl.
- Clerodendrum yaundense Gürke
- Clerodendrum yunnanense H.H. Hu ex Hand.-Mazz.
- Clerodendrum zambesianum Baker
- Clerodendrum zeyheri Moldenke
- Clerodendrum ×speciosum Dombrain